# 13125 Tobolsk
13125 Tobolsk è un asteroide della fascia principale. Scoperto nel 1994, presenta un'orbita caratterizzata da un semiasse maggiore pari a 2,6848196 UA e da un'eccentricità di 0,0059075, inclinata di 9,15047° rispetto all'eclittica.